# Janusz Sałach
Janusz Sałach (ur. 9 stycznia 1957 w Toruniu) – polski kolarz torowy, olimpijczyk z Moskwy 1980.
Na igrzyskach w Moskwie wystartował w wyścigu drużynowym na 4 km na dochodzenia (partnerami byli: Andrzej Michalak, Marek Kulesza, Zbigniew Woźnicki). Polska drużyna zajęła 9. miejsce.